# Gamma Sculptoris
Gamma Sculptoris (7 Sculptoris) é uma estrela na direção da constelação de Sculptor. Possui uma ascensão reta de 23h 18m 49.43s e uma declinação de −32° 31′ 54.6″. Sua magnitude aparente é igual a 4.41. Considerando sua distância de 179 anos-luz em relação à Terra, sua magnitude absoluta é igual a 0.72. Pertence à classe espectral K1III.